# باول هايد
باول هايد (بالإنجليزية: Paul Hyde)‏ (7 أبريل 1963 - ) هو لاعب كرة قدم بريطاني في مركز حراسة المرمى. لعب مع ليستر سيتي ونادي ليتون أورينت وويكمب وندررز.

## وصلات خارجية
- باول هايد على موقع قاعدة بيانات كرة القدم.إي يو (الإنجليزية)